# Aighton, Bailey and Chaigley
Aighton, Bailey and Chaigley – gmina (civil parish) w Anglii, w hrabstwie Lancashire, w dystrykcie Ribble Valley. Leży 45 km na północ od miasta Manchester i 304 km na północny zachód od Londynu. W 2001 miejscowość liczyła 1249 mieszkańców. Składa się przede wszystkim z trzech osad: Aighton, Bailey i Chaigley oraz wsi Hurst Green.